# 独龙江双盖蕨
独龙江双盖蕨（学名：Diplazium dulongjiangense）也称独龙江短肠蕨，为蹄盖蕨科双盖蕨属下的一个种。